# Banići
Banići (italienisch Porto San Martino) ist eine Ortschaft in der Gespanschaft Dubrovnik-Neretva im Süden Kroatiens und liegt etwa 39 Kilometer nordwestlich von Dubrovnik.
Die Bucht, die sich Banići mit dem Nachbarort Kručica teilt, heißt Janska.
Die ehemalige Hühnerfarm, die im Krieg zerstört wurde, musste einer Zone Platz machen, in der 200 Arbeiter wohnen und bei Bedarf in der Umgebung auf Baustellen arbeiten. Ebenso wurde ein Einkaufsladen eröffnet. Die nächstgrößere Ortschaft ist Slano, die 4 Kilometer südlich liegt.